# Dracophyllum pronum
Dracophyllum pronum är en ljungväxtart som beskrevs av W. R. B. Oliver. Dracophyllum pronum ingår i släktet Dracophyllum och familjen ljungväxter. Inga underarter finns listade i Catalogue of Life.